# Hentzia cubana
Hentzia cubana är en spindelart som beskrevs av David B. Richman 1989. Hentzia cubana ingår i släktet Hentzia och familjen hoppspindlar. Inga underarter finns listade i Catalogue of Life.